# Don Henley

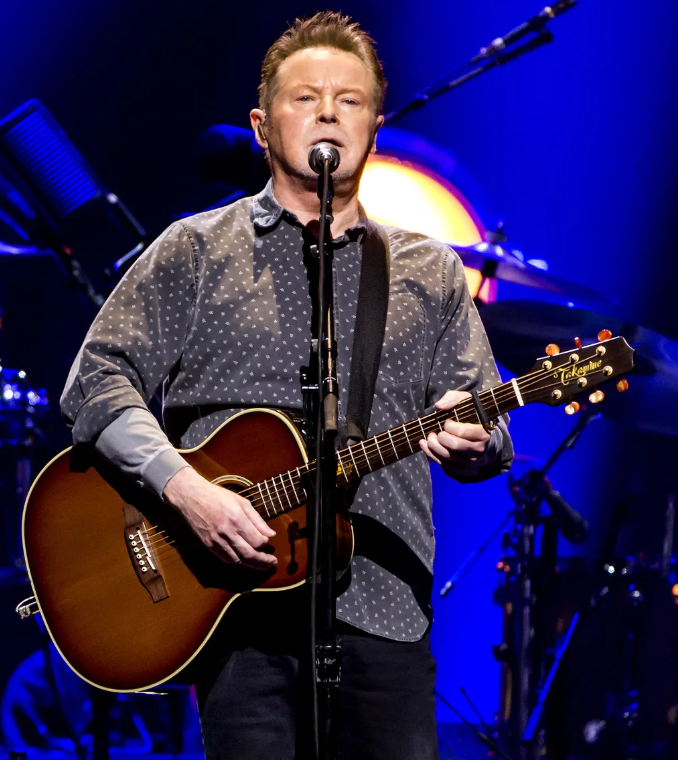
Don Henley (2019)

Donald Hugh „Don“ Henley (* 22. Juli 1947 in Gilmer, Texas) ist ein US-amerikanischer Rockmusiker, der gemeinsam mit dem 2016 verstorbenen Glenn Frey als Bandleader und Sänger der Country-Rockband Eagles bekannt wurde. Seit Beginn der 1980er Jahre verfolgte er zudem eine erfolgreiche Solokarriere und erhielt insgesamt acht Grammy Awards. Als Mitglied der Eagles wurde er 1998 in die Rock and Roll Hall of Fame aufgenommen, im Jahr 2000 auch in die Songwriters Hall of Fame. Henley ist in erster Linie Sänger und Schlagzeuger, spielt darüber hinaus Gitarre und Keyboards.

## Leben

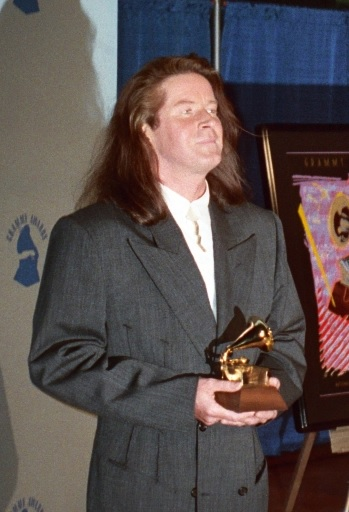
Don Henley (1990)

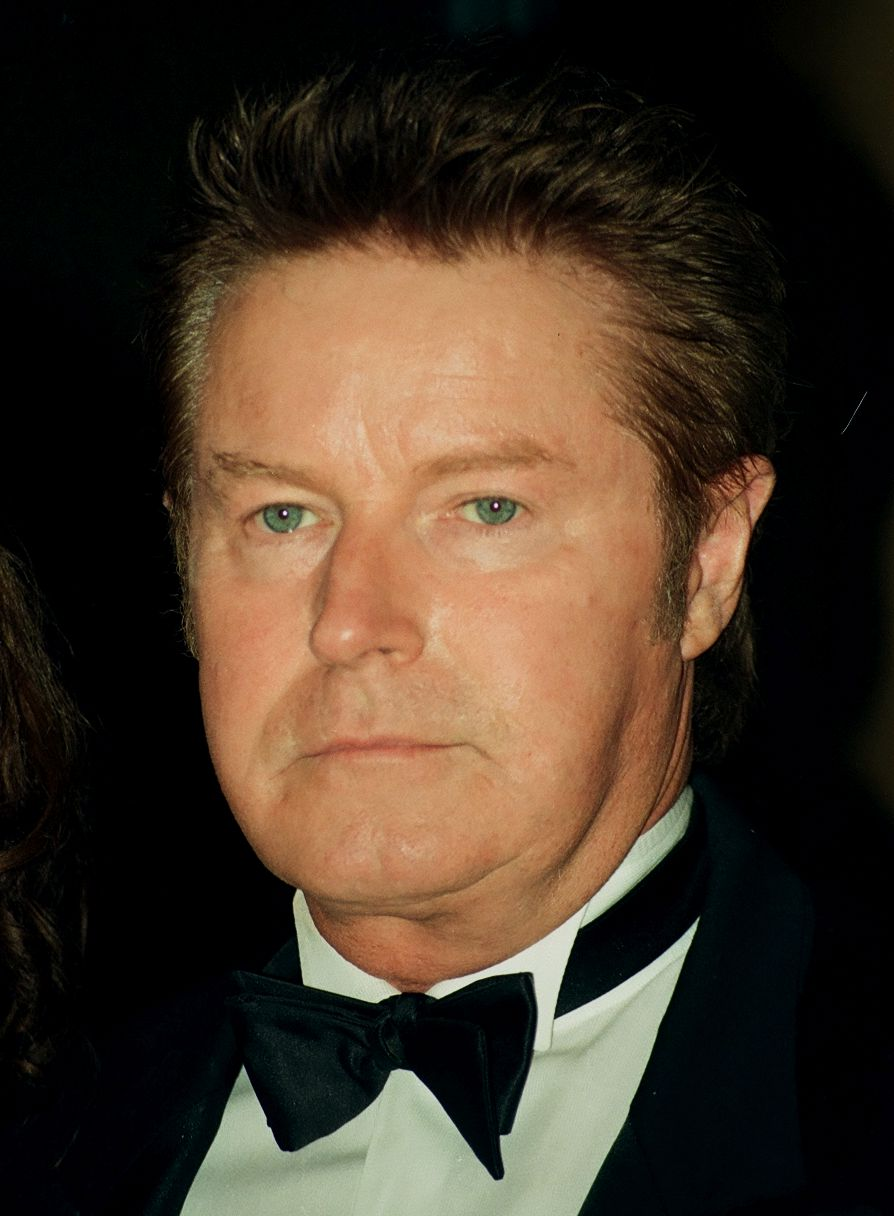
Don Henley (2000)

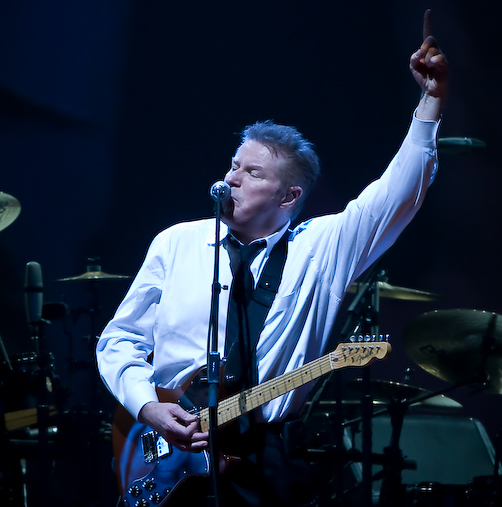
Don Henley (2008)

1970 zog Henley von Linden (Texas) nach Los Angeles, um ein Album mit seiner damaligen Band Shiloh aufzunehmen. In Los Angeles traf er auf Glenn Frey. Beide wurden Mitglieder der Begleitband von Linda Ronstadt und gründeten 1971 die Eagles. Ihr erstes Album kam 1972 heraus und enthielt den Hit Take it easy. Henley war als Co-Autor an den meisten bekannten Songs der Eagles beteiligt, zu denen unter anderem Desperado und Hotel California zählen. Die Band trennte sich nach tiefen Zerwürfnissen 1981, wagte jedoch mit ehemaligen Mitgliedern eine erfolgreiche Reunion im Jahr 1994, die bis zum Ende ihrer Abschiedstournee 2025 andauerte.
Nach der Auflösung der Eagles startete Henley eine erfolgreiche Solokarriere, auch mit einer ganzen Reihe von Gastauftritten bei namhaften Kollegen und Kolleginnen, unter anderem Stevie Nicks, mit der er zu diesem Zeitpunkt liiert war. Sein erstes Soloalbum erschien im Sommer 1982 und hieß I Can’t Stand Still. Es verkaufte sich mäßig, doch im Herbst 1984 folgte Building the Perfect Beast, das nun Synthesizer-Klänge enthielt und sich vom Country-Rock-Sound der Eagles etwas entfernte. Die Singleauskopplung The Boys of Summer, eine Komposition von Mike Campbell, zu der Henley den Text schrieb, erreichte den fünften Platz in den Hot 100 des Billboard-Magazins.
Henleys nächstes Album erschien erst Mitte 1989 und trug den Titel The End of the Innocence. Es war ebenso erfolgreich wie sein Vorgänger. Es folgte eine lange Zeit ohne neue Produktion, da Henley sich mit seiner Plattenfirma zerstritten hatte und an der Wiedervereinigung der Eagles mitwirkte.
Im Herbst 1995 wurde das Greatest-Hits-Album Actual Miles: Henley’s Greatest Hits, das zwei neue Songs und einen Bonustrack enthielt, veröffentlicht. Im Frühjahr 2000 dann erschien schließlich ein neues Soloalbum: Inside Job. Seitdem stand wieder die musikalische Arbeit mit den Eagles im Vordergrund. Nach der Eagles-Tournee 2009 begab sich Henley wieder auf Solo-Tour durch die USA und Kanada. 
Nach einer Pause von 15 Jahren erschien im Herbst 2015 wieder ein Soloalbum von Henley mit dem Namen Cass County, das größtenteils in Texas und Tennessee aufgenommen wurde. Der Rolling Stone listete Henley auf Rang 87 der 100 größten Sänger sowie gemeinsam mit Glenn Frey auf Rang 49 der 100 größten Songwriter aller Zeiten.

## Privates
Henley engagiert sich für den Umweltschutz. So gründete er die Non-Profit-Organisation Caddo Lake Institute zur Förderung von Umwelterziehung und -forschung in den 1990er Jahren. Das Caddo Lake Institute hilft als Teil der Caddo Lake Coalition, die Feuchtgebiete von Texas zu schützen, wo Henley einen großen Teil seiner Kindheit verbrachte. Zudem initiierte er das Walden Woods Project, bei dem es um den Erhalt der historischen Kulturlandschaft in Concord in Verbindung mit dem literarischen Werk Henry David Thoreaus geht.
Der Musiker wohnt auf einer Farm in Malibu sowie in Dallas. 1995 heiratete er Sharon Summerall, ein ehemaliges Model aus Texas. Zur Hochzeit auf seiner Farm in Malibu waren Kollegen wie Bruce Springsteen, Sting, Billy Joel, John Fogerty, Jackson Browne, Donna Lewis, Sheryl Crow, Glenn Frey und Tony Bennett eingeladen. Henley und seine Frau, die an multipler Sklerose leidet, haben drei gemeinsame Kinder, zwei Töchter und einen Sohn. Die Krankheit seiner Frau thematisiert Henley in dem Lied Everything Is Different Now auf dem Album Inside Job.

## Diskografie

### Studioalben
| Jahr | Titel                      | Höchstplatzierung, Gesamtwochen, AuszeichnungChartplatzierungen (Jahr, Titel, Platzierungen, Wochen, Auszeichnungen, Anmerkungen) | Höchstplatzierung, Gesamtwochen, AuszeichnungChartplatzierungen (Jahr, Titel, Platzierungen, Wochen, Auszeichnungen, Anmerkungen) | Höchstplatzierung, Gesamtwochen, AuszeichnungChartplatzierungen (Jahr, Titel, Platzierungen, Wochen, Auszeichnungen, Anmerkungen) | Höchstplatzierung, Gesamtwochen, AuszeichnungChartplatzierungen (Jahr, Titel, Platzierungen, Wochen, Auszeichnungen, Anmerkungen) | Höchstplatzierung, Gesamtwochen, AuszeichnungChartplatzierungen (Jahr, Titel, Platzierungen, Wochen, Auszeichnungen, Anmerkungen) | Anmerkungen                              |
| Jahr | Titel                      | DE | AT | CH | UK | US | Anmerkungen                              |
| ---- | -------------------------- | --- | --- | --- | --- | --- | ---------------------------------------- |
| 1982 | I Can’t Stand Still        | — | — | — | — | US24 Gold · (35 Wo.)US | Erstveröffentlichung: 13. August 1982    |
| 1984 | Building the Perfect Beast | DE28 (12 Wo.)DE | — | — | UK14 Silber · (11 Wo.)UK | US13 ×3Dreifachplatin · (63 Wo.)US                                                                                                | Erstveröffentlichung: 19. November 1984  |
| 1989 | The End of the Innocence   | DE87 (1 Wo.)DE | — | — | UK17 Gold · (16 Wo.)UK | US8 ×6Sechsfachplatin · (148 Wo.)US                                                                                               | Erstveröffentlichung: 27. Juni 1989      |
| 2000 | Inside Job                 | DE14 (5 Wo.)DE | — | CH77 (3 Wo.)CH | UK25 (4 Wo.)UK | US7 Platin · (32 Wo.)US | Erstveröffentlichung: 23. Mai 2000       |
| 2015 | Cass County                | DE21 (3 Wo.)DE | AT34 (1 Wo.)AT | CH20 (3 Wo.)CH | UK7 (7 Wo.)UK | US3 (13 Wo.)US | Erstveröffentlichung: 25. September 2015 |

grau schraffiert: keine Chartdaten aus diesem Jahr verfügbar

### Kompilationen
| Jahr | Titel                                | Höchstplatzierung, Gesamtwochen, AuszeichnungChartplatzierungen (Jahr, Titel, Platzierungen, Wochen, Auszeichnungen, Anmerkungen) | Höchstplatzierung, Gesamtwochen, AuszeichnungChartplatzierungen (Jahr, Titel, Platzierungen, Wochen, Auszeichnungen, Anmerkungen) | Anmerkungen                             |
| Jahr | Titel                                | UK | US | Anmerkungen                             |
| ---- | ------------------------------------ | --- | --- | --------------------------------------- |
| 1995 | Actual Miles: Henley’s Greatest Hits | UK— SilberUK | US48 Platin · (26 Wo.)US | Erstveröffentlichung: 21. November 1995 |
| 2009 | The Very Best of                     | UK29 Silber · (3 Wo.)UK | — | Erstveröffentlichung: 16. Juni 2009     |

Weitere Alben
- 2015: The Concert for Walden Woods
- 2015: Don’t Look Back – 1985 Radio Broadcast

### Singles als Leadmusiker
| Jahr | Titel Album                                             | Höchstplatzierung, Gesamtwochen, AuszeichnungChartplatzierungen (Jahr, Titel, Album, Platzierungen, Wochen, Auszeichnungen, Anmerkungen) | Höchstplatzierung, Gesamtwochen, AuszeichnungChartplatzierungen (Jahr, Titel, Album, Platzierungen, Wochen, Auszeichnungen, Anmerkungen) | Höchstplatzierung, Gesamtwochen, AuszeichnungChartplatzierungen (Jahr, Titel, Album, Platzierungen, Wochen, Auszeichnungen, Anmerkungen) | Höchstplatzierung, Gesamtwochen, AuszeichnungChartplatzierungen (Jahr, Titel, Album, Platzierungen, Wochen, Auszeichnungen, Anmerkungen) | Anmerkungen                            |
| Jahr | Titel Album                                             | DE | AT | UK | US | Anmerkungen                            |
| ---- | ------------------------------------------------------- | --- | --- | --- | --- | -------------------------------------- |
| 1982 | Johnny Can’t Read I Can’t Stand Still                   | — | — | — | US42 (11 Wo.)US | Erstveröffentlichung: August 1982      |
| 1982 | Dirty Laundry I Can’t Stand Still                       | — | AT8 (12 Wo.)AT | UK59 (4 Wo.)UK | US3 Gold · (19 Wo.)US | Erstveröffentlichung: 29. Oktober 1982 |
| 1983 | I Can’t Stand Still                                     | — | — | — | US48 (11 Wo.)US | Erstveröffentlichung: Januar 1983      |
| 1984 | The Boys of Summer Building the Perfect Beast           | DE18 Gold · (12 Wo.)DE | — | UK12 Platin · (22 Wo.)UK | US5 (22 Wo.)US | Erstveröffentlichung: Oktober 1984     |
| 1985 | All She Wants to Do Is Dance Building the Perfect Beast | — | — | — | US9 (19 Wo.)US | Erstveröffentlichung: Februar 1985     |
| 1985 | Not Enough Love in the World Building the Perfect Beast | — | — | — | US34 (17 Wo.)US | Erstveröffentlichung: Mai 1985         |
| 1985 | Sunset Grill Building the Perfect Beast                 | — | — | — | US22 (14 Wo.)US | Erstveröffentlichung: August 1985      |
| 1989 | The End of the Innocence                                | DE54 (12 Wo.)DE | — | UK48 (5 Wo.)UK | US8 (18 Wo.)US | Erstveröffentlichung: Juni 1989        |
| 1989 | The Last Worthless Evening The End of the Innocence     | — | — | — | US21 (18 Wo.)US | Erstveröffentlichung: Oktober 1989     |
| 1990 | The Heart of the Matter The End of the Innocence        | — | — | — | US21 (21 Wo.)US | Erstveröffentlichung: Januar 1990      |
| 1990 | How Bad Do You Want It? The End of the Innocence        | — | — | — | US48 (12 Wo.)US | Erstveröffentlichung: Juni 1990        |
| 1990 | New York Minute The End of the Innocence                | — | — | UK97 (2 Wo.)UK | US48 (16 Wo.)US | Erstveröffentlichung: November 1990    |
| 2000 | Taking You Home Inside Job                              | — | — | — | US58 (20 Wo.)US | Erstveröffentlichung: Juni 2000        |

Weitere Singles
- 1982: You Better Hang Up
- 1985: Drivin’ With Your Eyes Closed
- 1986: Who Owns This Place?
- 1989: I Will Not Go Quietly
- 1989: If Dirt Were Dollars
- 1992: Walkaway Joe (mit Trisha Yearwood, US: Gold)
- 1993: Sit Down You’re Rockin' the Boat
- 1995: The Garden of Allah
- 1995: Everybody Knows
- 1996: Through Your Hands
- 1996: You Don’t Know Me at All
- 2000: Workin’ It
- 2000: For My Wedding
- 2000: Everything Is Different Now
- 2015: Take a Picture of This

### Singles als Gastmusiker
| Jahr | Titel Album                                  | Höchstplatzierung, Gesamtwochen, AuszeichnungChartplatzierungen (Jahr, Titel, Album, Platzierungen, Wochen, Auszeichnungen, Anmerkungen) | Höchstplatzierung, Gesamtwochen, AuszeichnungChartplatzierungen (Jahr, Titel, Album, Platzierungen, Wochen, Auszeichnungen, Anmerkungen) | Höchstplatzierung, Gesamtwochen, AuszeichnungChartplatzierungen (Jahr, Titel, Album, Platzierungen, Wochen, Auszeichnungen, Anmerkungen) | Höchstplatzierung, Gesamtwochen, AuszeichnungChartplatzierungen (Jahr, Titel, Album, Platzierungen, Wochen, Auszeichnungen, Anmerkungen) | Anmerkungen                                                         |
| Jahr | Titel Album                                  | DE | AT | UK | US | Anmerkungen                                                         |
| ---- | -------------------------------------------- | --- | --- | --- | --- | ------------------------------------------------------------------- |
| 1981 | Leather and Lace Bella Donna                 | — | — | — | US6 (19 Wo.)US | Erstveröffentlichung: 6. Oktober 1981 Stevie Nicks feat. Don Henley |
| 1992 | Sometimes Love Just Ain’t Enough Patty Smyth | DE51 (14 Wo.)DE | AT28 (2 Wo.)AT | UK22 (6 Wo.)UK | US2 (24 Wo.)US | Erstveröffentlichung: August 1992 Patty Smyth feat. Don Henley      |

### Videoalben
- 2001: Live Inside Job (US: Platin)

## Auszeichnungen für Musikverkäufe
| Goldene Schallplatte - Australien - 2003: für das Videoalbum Live Inside Job - Dänemark - 2023: für die Single The Boys of Summer - Kanada - 2001: für das Album Inside Job - Neuseeland - 2022: für das Album Building the Perfect Beast | Platin-Schallplatte - Kanada - 2023: für die Single Leather and Lace - Neuseeland - 1996: für das Album Actual Miles: Henley’s Greatest Hits 2× Platin-Schallplatte - Kanada - 1990: für das Album The End of the Innocence 4× Platin-Schallplatte - Neuseeland - 2024: für die Single The Boys of Summer |

Anmerkung: Auszeichnungen in Ländern aus den Charttabellen bzw. Chartboxen sind in ebendiesen zu finden.
| Land/RegionAuszeichnungen für Musikverkäufe (Land/Region, Auszeichnungen, Verkäufe, Quellen) | Silber     | Gold     | Platin       | Verkäufe   | Quellen              |
| -------------------------------------------------------------------------------------------- | ---------- | -------- | ------------ | ---------- | -------------------- |
| Australien (ARIA)                                                                            | —          | Gold1    | —            | 7.500      | aria.com.au          |
| Dänemark (IFPI)                                                                              | —          | Gold1    | —            | 45.000     | ifpi.dk              |
| Deutschland (BVMI)                                                                           | —          | Gold1    | —            | 300.000    | musikindustrie.de    |
| Kanada (MC)                                                                                  | —          | Gold1    | 3× Platin3   | 330.000    | musiccanada.com      |
| Neuseeland (RMNZ)                                                                            | —          | Gold1    | 5× Platin5   | 142.500    | radioscope.co.nz NZ2 |
| Vereinigte Staaten (RIAA)                                                                    | —          | 3× Gold3 | 12× Platin12 | 12.600.000 | riaa.com             |
| Vereinigtes Königreich (BPI)                                                                 | 3× Silber3 | Gold1    | Platin1      | 880.000    | bpi.co.uk            |
| Insgesamt                                                                                    | 3× Silber3 | 9× Gold9 | 21× Platin21 |            |                      |

## Auszeichnungen

### Solokünstler
- 1985: MTV Video Music Awards – Video of the Year (The Boys of Summer)
- 1986: Grammy Award – Best Rock Vocal Performance (male)
- 1989: Grammy Award – Best Rock Vocal Performance (male)
- 2001: Nominierung Grammy Award – Best Rock Vocal Performance (male)
- 2001: Nominierung Grammy Award – Best Pop Vocal Album (male)

### Mitglied der Eagles
- 1976: Grammy Award – Best Pop Vocal Performance by a Duo, Group or Chorus
- 1977: Grammy Award – Best Arrangement For Voices
- 1977: Grammy Award – Record of the Year
- 1979: Grammy Award – Best Rock Vocal Performance by a Duo or Group
- 2007: Grammy Award – Best Country Performance by a Duo or Group
- 2008: Grammy Award – Best Pop Instrumental Performance
- 2015: Kennedy-Preis